# Ґрабово (Нідзицький повіт)
Ґрабово (пол. Grabowo, нім. Hasenheide) — село в Польщі, у гміні Яново Нідзицького повіту Вармінсько-Мазурського воєводства.
Населення — 50 осіб (2011).
У 1975-1998 роках село належало до Ольштинського воєводства.

## Демографія
Демографічна структура станом на 31 березня 2011 року:
|          | Загалом | Допрацездатний вік | Працездатний вік | Постпрацездатний вік |
| -------- | ------- | ------------------ | ---------------- | -------------------- |
| Чоловіки | 29      | 7                  | 18               | 4                    |
| Жінки    | 21      | 4                  | 14               | 3                    |
| Разом    | 50      | 11                 | 32               | 7                    |